# 京都市立嘉楽中学校
京都市立嘉楽中学校（きょうとしりつ からくちゅうがっこう）は、京都市上京区にある公立中学校。ここでは、同校の前身となる嘉楽小学校（からくしょうがっこう）と、元学区である嘉楽学区（からくがっく）についても述べる。

## 概要
京都市立嘉楽中学校は、明治2年（1869年）に京都で設立された64の番組小学校のうち一つに由来する嘉楽小学校の高等科がもとになり、戦後の教育改革に際して昭和22年（1948年）に新制中学校として開校した。
校名は、校地に隣接する嘉楽門院墓にちなむ。

## 沿革

### 嘉楽小学校
- 1869年（明治2年）10月 - 上京第四番組小学校が開校[4]（開校日:10月1日[5][6]）
- 1877年（明治8年） - 校名を今出に改称[6]
- 1878年（明治10年） - 現在の嘉楽中学校の場所に移転[6]
- 1879年（明治10年） - 校名を嘉楽に改称[6]
- 1888年（明治20年）7月 - 京都市立嘉楽尋常小学校に改称[6]
  - この後高等科を設置し、嘉楽尋常高等小学校となる。
- 1941年（昭和16年）4月 - 京都市嘉楽国民学校に改称
- 1943年（昭和18年）- 嘉楽国民学校の初等科を乾隆校と桃薗校に分属。高等科のみとなる[3]。
- 1947年（昭和22年）- 学制改革により京都市立嘉楽中学校となる[3]。

### 嘉楽中学校
- 1947年（昭和22年）4月 - 嘉楽小学校校舎を転用し、京都市立嘉楽中学校開校[7][8]
- 1948年（昭和23年）4月 - 通学区域が変更され、紫野小・楽只小・乾隆小の3小学校区となる[7]。
- 2019年（平成31年）4月 - 楽只小と紫野小が統合され、通学区域が紫野と乾隆の2小学校区となる[7]。

## 通学区域
嘉楽中学校の通学区域は、京都市立紫野小学校と京都市立乾隆小学校の通学区域、元学区でいうと紫野学区（北区）と楽只学区、乾隆学区の3学区と嘉楽学区の一部である。
嘉楽小学校（初等科）の通学区域は、嘉楽学区各町であった。

## 嘉楽学区
嘉楽学区（からくがっく）は、京都市の学区（元学区）のひとつ。京都市上京区に位置する。明治初期に成立した地域区分である「番組」に起源を持ち、学区名の由来ともなる元嘉楽小学校の通学区域と合致し、今でも地域自治の単位となる地域区分である。

### 嘉楽学区の沿革
明治2年（1869年）の第二次町組改正により成立した上京第4番組に由来し、同年には、区域内に上京第4番組小学校が創立した。
上京第4番組は、明治5年（1872年）には上京第7区、明治12年（1879年）には区が組となり上京第7組となった。設置された上京第4番組小学校は、その後明治8年に校名を今出、のち明治10年に嘉楽に改称した。
上京第7組は、学区制度により明治25年（1892年）には上京第6学区となった。
昭和4年（1929年）に、学区名が小学校名により改称され、上京第6学区から嘉楽学区となった。昭和17年（1942年）に京都市における学区制度は廃止されるが、現在も地域の名称、地域自治の単位として用いられている。
嘉楽小学校（国民学校）に設けられていた初等科と高等科のうち、昭和18年に高等科のみとなった。この時、初等科は乾隆校と桃薗校に分属された。戦後の教育改革により、昭和22年に高等科が新制の嘉楽中学校として開校した。

#### 嘉楽学区の通学区域
嘉楽学区に設けられた嘉楽小学校が、新制中学校の嘉楽中学校となったため、嘉楽学区では小学校も中学校も3つの通学区域に分けられている。小学校は、乾隆小学校、西陣中央小学校、正親小学校の3校、中学校は嘉楽中学校、上京中学校、二条中学校の3校である。

### 人口・世帯数
京都市内では、概ね元学区を単位として国勢統計区が設定されており、嘉楽学区の区域に設定されている国勢統計区（上京区第6国勢統計区）における令和2年（2020年）10月の人口・世帯数は4,494人、2,960世帯である。

### 地理
上京区の北西部に位置する学区であり、西側は翔鸞学区、南側は正親学区、東側は桃薗学区、北側は乾隆学区とごく一部が西陣学区に接する。区域は、東は智恵光院通、西は千本通、北は五辻通、南は一条通で限られ、面積は0.209平方キロメートルである。

### 嘉楽学区内の通り

#### 東西の通り
- 五辻通
- 今出川通
- 中筋通
- 元誓願寺通
- 笹屋町通
- 一条通

#### 南北の通り
- 智恵光院通
- 浄福寺通
- 千本通

### 嘉楽学区の町名
- 有馬町
- 竪亀屋町
- 上善寺町
- 南辻町
- 泰童片原町
- 北伊勢殿構町
- 一色町
- 西五辻東町
- 西北小路町
- 北小路中之町
- 東上善寺町
- 般舟院前町
- 菱屋町
- 中宮町
- 西亀屋町
- 元中之町
- 今出川町
- 革堂町
- 元四丁目
- 松屋町
- 笹屋町一丁目
- 笹屋町二丁目
- 笹屋町三丁目

## 周辺

### 嘉楽学区内の主な施設
- 西陣郵便局
- 浄福寺
- 智恵光院
- 首途八幡宮

## 著名な卒業生
- 佐藤裕久（実業家、株式会社バルニバービ創業者、代表取締役会長CEO兼CCO、一般社団法人 日本飲食団体連合会副会長、日本ファインダイニング協会（JFDA）副会長）
- 野村正樹  (建築家)
- 都はるみ（女性演歌歌手）
- 長田庄平（お笑い芸人・チョコレートプラネット）
- なかの綾（歌手）
- 高橋知哉（プロボクサー・プロ格闘家）

## 関連文献
- 『京都市の地名』平凡社〈日本歴史地名大系27〉、1979年。ISBN 4-582-49027-1。
- 碓井小三郎「上京第六学区之部」『京都坊目誌 上京之部 乾 上巻之六-十一』1915年、171-185頁。doi:10.11501/1210439。